# Равнина (посёлок)
Равнина — посёлок в Болховском районе Орловской области. Входит в состав Однолуцкого сельского поселения. Население составляет 1 человек (2010).

## География
Посёлок находится в северной части Орловской области, в лесостепной зоне, в пределах центральной части Среднерусской возвышенности.
Уличная сеть не развита.
Часовой пояс
Посёлок Равнина, как и вся Орловская область, находится в часовой зоне МСК (московское время). Смещение применяемого времени относительно UTC составляет +3:00.

## Население
| 2010 |
| ---- |
| 1    |

Национальный состав
Согласно результатам переписи 2002 года, в национальной структуре населения русские составляли 100 % из общей численности в 4 жителя

## Инфраструктура
Было развито сельское хозяйство.

## Транспорт
Выезд на автомобильную дорогу общего пользования регионального значения «Болхов — Мценск — Новосиль» (идентификационный
номер 54 ОП РЗ 54К-1) (Постановление Правительства Орловской области от 19.11.2015 N 501 (ред. от 20.12.2017) «Об утверждении Перечня автомобильных дорог общего пользования регионального и межмуниципального значения Орловской области»).